# Marvin (paranoidní android)

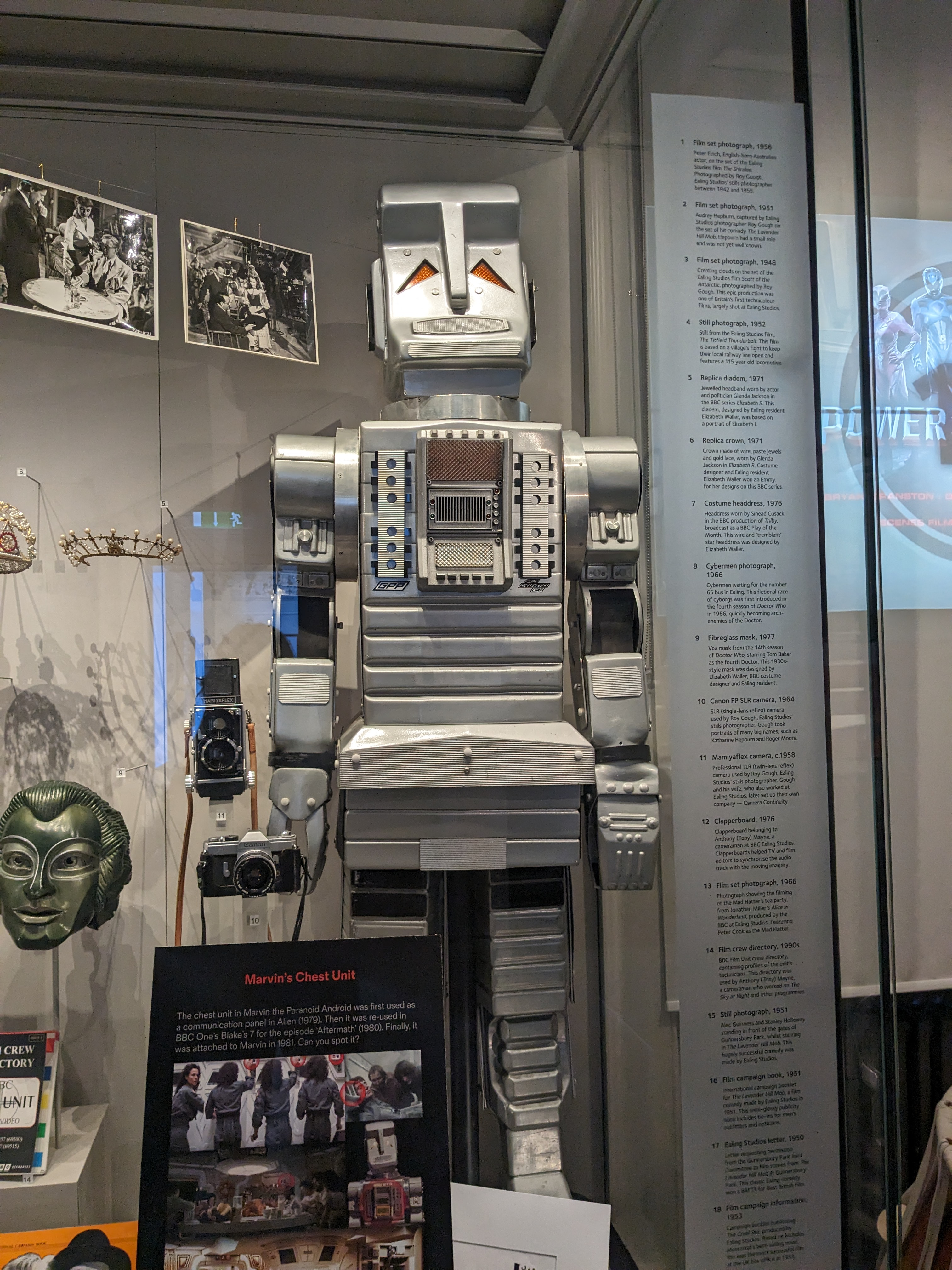
Kostým Marvina z televizního seriálu.

Marvin, paranoidní android je smyšlená postava robota v pentalogii jménem Stopařův průvodce po galaxii britského spisovatele Douglase Adamse.

## O Marvinovi
Marvin je prototyp robota Opravdová lidská osobnost firmy Sirius Cybernetics Corporation, speciálně vyrobeného pro vesmírnou loď Srdce ze zlata poháněnou nepravděpodobnostním pohonem. Jeho depresivní a znuděná nálada je způsobena nevyvážeností úkolů, kterými jsou většinou vynášení odpadků nebo parkování aut, a velikosti mozku, který je velký jako planeta a je tudíž padesát tisíckrát inteligentnější než člověk. Například, když je zajat krikitskými roboty, jeho funkce je změněna na centrální bojový počítač, který má řešit jejich válečnou strategii. Marvin, krom ovládání krikitských robotů (kteří od té doby trpí ze záhadných důvodů depresemi) mimochodem vyřeší všechny hlavní matematické, psychické (ne své), chemické, biologické, sociální, filozofické, etymologické, meteorologické a psychologické problémy vesmíru třikrát. Dále také složí několik ukolébavek, např.: Jak nesnáším noc.
V knize je poprvé popsán takto: V jednom koutě zhrouceně seděl robot. Zářivě lesklá kovová hlava mu bezvládně visela mezi zářivě lesklými kovovými koleny. I on zářil novotou, ale přestože byl tak nádherně zkonstruován a vyleštěn, z nějakého neznámého důvodu vypadal, jako by jednotlivé části jeho v podstatě humanoidního těla do sebe úplně přesně nezapadaly.

### Jméno
V prvotních rozhlasových dílech seriálu Marvin nesl jméno Marshall, jak říká Adams, podle Andrewa Marshalla, dalšího spisovatele komedií. Aby nevznikaly řeči, a také kvůli určitým problémům s výslovností v rádiu, bylo toto jméno změněno na Marvin.
Marvin, i přes přídomek, který má za jménem, nejeví žádné známky paranoie. Tuto přezdívku mu přidal, až Zafod Bíblbrox. Naproti tomu Trillian mu, poněkud přesněji říkala maniodepresivní robot. Ve skutečnosti Marvin projevoval příznaky stoicismu, když bez jakýchkoli okolků čekal na své zaměstnavatele.

### Konec
Vzhledem k častému čekání Marvin dosáhne úctyhodného věku a na konci svého života je 37krát starší než vesmír. Na konci čtvrtého dílu Stopařova průvodce po Galaxii jeho oči vyhasnou a on zemře smířen se světem po přečtení Božského ohnivého znamení pro všecko tvorstvo: Omlouváme se za způsobené těžkosti.